# Kárteszi Ferenc
Kárteszi Ferenc (Cegléd, 1907. február 13. – Budapest, 1989. május 9.) magyar matematikus, a matematikatudományok doktora (1968), egyetemi tanár, a Magyar Tudományos Akadémia tagja.

## Életpályája
A Pázmány Péter Tudományegyetemen végezte el matematikai tanulmányait. 1931–1940 között Győrben reáliskolai tanárként dolgozott. 1933-ban védte meg bölcsészdoktori értekezését a budapesti egyetemen. 1936–1937 között Beppo Levi és Benjamino Segre mellett dolgozott. A II. világháborúban katonai szolgálatot teljesített, ahol hadifogságba esett. Hazatérése után gyakorlóiskolai tanári munkát kapott. 1950–1977 között az Eötvös Loránd Tudományegyetem Ábrázoló Geometriai Tanszékének vezető professzora volt. 1951–1954 között a Természettudományi Kar dékánja volt. 1958–1963 között az ELTE rektorhelyettese, a Tanárképző Tanács elnöke volt. 1968-tól az ELTE Természettudományi Karának szakmódszertani közleményeit szerkesztette. 1977-ben nyugdíjba vonult.
Tudósa és előadója volt a geometriának, a kombinatorikának, a gráfelméletnek. Könyvekben, tanulmányokban foglalkozott a matematika- és geometriatanítás módszertani kérdéseivel.  1952-től foglalkozott Bolyai János Appendix című művének magyarázatával. Alapító tagja volt a Bolyai János Matematikai Társaságnak és az olasz Unione della Matematicá-nak.
Sírja a Farkasréti temetőben található.

## Művei
- Bevezetés az ábrázoló geometriába (Budapest, 1950)
- Ábrázoló geometria (Budapest, 1957, angol és olasz fordításban, 1976, 1978)
- Szemléletes geometria (Budapest, 1966)
- Fejezetek a geometriából (Budapest, 1971)
- A geometriatanítás korszerűsítéséről (Budapest, 1972)
- Appendix. A tér tudománya (szerkesztő, bevezetéssel, magyarázatokkal és kiegészítésekkel, Budapest, 1973, 1977)
- A matematika lélektana (A Matematika Tanítása, 1986. 2. sz.)

## Díjai
- Munka Érdemrend arany fokozata (1956)[6]
- Beke Manó-emlékdíj (1962)
- Munka Érdemrend arany fokozata (1977)[6]